# Stanisław Widłak
Stanisław Widłak (Koniusza, 13 agosto 1934 – Cracovia, 23 marzo 2017) è stato un linguista polacco, professore dell’Università Jagellonica di Cracovia.
Fondatore (nel 1973) e primo direttore degli studi italianistici all’Università Jagellonica. Le sue ricerche riguardano l’intera area degli studi romanzi nella prospettiva diacronica e sincronica, tuttavia si concentrano sull’italiano e sui contatti linguistici tra Italia e Polonia.
È autore di circa 200 studi e ricerche, tra cui 6 monografie e 7 manuali universitari.
È stato premiato con numerosi riconoscimenti e onorificenze polacche, italiane e francesi, tra cui Stella della solidarietà italiana (2005).